# 法鲁人体育俱乐部
法鲁人体育俱乐部（Sporting Clube Farense）是一家位于葡萄牙阿尔加维首府法鲁的一个足球俱乐部，成立于1910年4月1日，是阿尔加维地区最成功的球队。

## 历史
尽管法鲁人是阿尔加维地区的劲旅，但是球队直到1970-71赛季才首次晋级葡萄牙足球超级联赛。而自从1994-95赛季取得葡超史上最佳的第5名并得以参加第二年欧洲联盟杯后，球队每况愈下，在2001-02赛季不幸降入葡萄牙足球甲级联赛。
随后在2005-06赛季，由于财政危机导致违反葡萄牙联赛规定，球队被强制降级至阿尔加维地区二级联赛。随后几年球队往返于葡萄牙的三、四级别联赛。
2011-12赛季，法鲁人在葡丙联赛成功升级至葡萄牙足球乙级联赛，第二年又在葡乙联赛南区成功突围，新赛季将参加葡甲联赛。